# 코미 양은 커뮤증입니다
《코미 양은 커뮤증입니다》(일본어: 古見さんは、コミュ症です。 고미산와 고뮤쇼데스[*])는 오다 토모히토가 지은 일본의 만화이다. 《주간 소년 선데이》(쇼가쿠칸)에서 2016년 25호부터 2025년 9호까지 연재되었다.
커뮤증의 여고생과 보통 남고생의 교류를 중심으로 그린 코미디 작품이다. 원래 《주간 소년 선데이》 2015년 42호의 기획 〈신세대 선데이 그랑프리〉에서 게재된 동 타이틀의 단편이 인기를 얻어 연재에 이르렀다. 2023년 7월 시점에서 코믹스의 전 세계 누계 발행 부수는 1270만 부를 돌파했다. 또 2022년에는 제67회 쇼가쿠칸 만화상 소년향 부문을 수상했다.

## 줄거리
사립 이탄 고교 1학년 코미 쇼코는 학교 마돈나의 지위를 쌓는 '외모 단려', '성적 우수', '스포츠 만능'인 인기인이지만, 사람과 이야기하는 것이 극도로 서투르다. 입학 첫날 동급생 타다노 히토히토는 그녀의 비밀을 알게 되지만 필담을 나누다 그녀의 친구를 100명 만들겠다는 꿈에 협조하게 된다. 한편, 이탄 고등학교는 현 아래 유수의 진학교지만 개성이 강한 학생만이 모이는 학교이며, 코미와 타다노가 목표를 달성하기 위해서 다난한 날들이 계속되었다.

## 등장인물

### 주요 인물
코미 쇼코(古見 硝子)
성우 - 코가 아오이
〈코미 양은 커뮤증입니다.〉
본 작품의 주인공. 사립 이탄 고교의 1학년 1반→2학년 1반→3학년 1반 재적. 스트레이트 롱의 윤기나는 검은 머리와 지극히 정돈된 용모, 날씬한 장신의 여학생(본인은 키가 큰 것을 약간 신경 쓰고 있는 묘사가 있다). 운동 능력과 학력도 높다(다만 자전거는 코믹스 13권 시점까지 탈 수 없었다). 요리와 독서가 취미다. 외모의 단려함 때문에 등교 첫날부터 주위에서는 마돈나적 존재로 간주되고 있지만 본인은 교제를 매우 어려워해 가족 이외와는 일상적인 대화도 쉽지 않은 수준의 '커뮤증'이다. 하지만 그것을 극복하고 인간관계를 구축하고 싶은 마음과 '친구를 100명 만들고 싶다'는 꿈을 품고 있으며, 그녀가 커뮤증에 걸렸다는 것을 알게 된 타다노의 협력으로 친구를 사귀게 된다.
타다노 히토히토(只野 仁人)
성우 - 카지와라 가쿠토
〈타다노 군은 평범한 사람입니다.〉
1학년 1반 학급 위원장→2학년 1반 학급 위원장→3학년 1반 재적. 중학교 때 무리하게 개성을 드러내려다 실패한 경험 때문에 고교에서는 주위에 튀지 않게 생활하려고 한다. 외모, 학업 성적, 신장, 체중 등은, 특별히 눈에 띄지 않고 보통이나 평균. 다만, 스케이트를 '보통으로' 탈 수 있거나, 여장을 해도 '보통으로' 어울려 클래스의 남자나 코미로부터 호평을 받는 등, 실은 무엇이든 '보통으로' 해낼 수 있는 만능형이라는 일면도 있다. 주위에서 과도하게 치켜 세워지는 코미에 대해서도 다른 사람과 마찬가지로 '보통으로' 대하고 있다. 뜻밖에 코미가 '커뮤증'임을 알게 되고, 이를 계기로 친구를 사귀는 데 협조하게 된다.
오사나 나지미(長名 なじみ)
성우 - 무라카와 리에
〈오사나 나지미는 붙임성이 좋다.〉
1년 1조 부학급 위원→2년 1조 부학급 위원. 누구에게도 순식간에 거리를 좁히고, 친해질 수 있는 경이로운 커뮤니케이션 능력의 소유자. 학업 성적도 비교적 좋다. 그러나 허언 버릇이 있고, 또 성별도 불명해 중학교 때는 남학생의 모습을 하고 있었지만, 고등학교에서는 여학생 같은 모습(블라우스나 스커트 등은 타 여학생과 같지만 , 리본이 아니라 남자용 넥타이를 착용)하는 등 수수께끼도 많은 인물이다. 전학을 반복하는 탓인지, 코미나 타다노를 포함한 학교의 학생 전원과 소꿉친구이며, 타다노의 흑역사도 알고 있다.

### 1학년 1반

#### 1학년 1반의 여자
아가리 히미코(上理 卑美子)
성우 - 후지이 유키요
〈아가리 양은 무대공포증입니다.〉
1학년 1반→2학년 ?반→3학년 5반. 도서위원을 맡는 안경 캐릭터. 대인공포증으로 다른 사람의 압력에 약하고, 자신에게 자신이 없어 비굴한 태도를 보인다. 코미를 몰래 동경해 있어, 그녀와 타다노로부터의 '친구가 되자'는 제안을 두려워한다고 거절하려고 했지만, 최종적으로 '코미의 개'라는 형태로 승낙한다.
야마이 렌(山井 恋)
성우 - 히다카 리나
〈야마이 양은 정신적으로 문제가 있다.〉
1학년 1반→2학년 3반→3학년 4반. 1학년 1반의 여자 그룹의 리더적 존재로, 측근도 많다. 본인은 '보통의 고교생'을 자칭하지만, 코미를 '코미님'이라고 불러 몰래 숭배하고 있으며, 교내의 코미의 열광적인 팬인 '코미교 신자'으로부터는 '사제'라고 불리고 있다.
오니가시마 아카코(鬼ヶ島 朱子)
성우 - 브리드컷 세라 에미
야마이 그룹의 한 사람. 커뮤 2에서 첫 등장을 하고, 3권 오마케에서 이미 '친구 100명 할 수 있을까?' 리스트에 참가해, 종종 몹 이상 메인 미만으로 등장하면서, 커뮤 121에서 드디어 첫 당번회와 어우러졌다.
키시 히메코(岸 姫子)
성우 - 우치다 마아야
1학년 1반→2학년 ?반→3학년 1반. 야마이 그룹의 한 사람. 장신으로 금발 포니테일, 스타일 발군으로 과묵한 미소녀. 기사처럼 서양 갑옷풍의 고테나 철화를 착용하고 있다.
야다노 마케루(矢田野 まける)
성우 - 마에시마 아미
〈야다노 양은 지기 싫어해요.〉
1학년 1반→2학년 3반→3학년 4반. 코미에게 라이벌 마음을 품고 있는 소녀. 안경을 쓰고 앞머리가 오카파. 시험 점수나 신체 측정 결과 등 일이 있을 때마다 코미를 이기려고 해서 척하고 분투하지만, 거의 매번 참패한다.
나카나카 오모하루(中々 思春)
성우 - 오오쿠보 루미
〈나카나카 양은 중2병입니다.〉
1학년 1반→2학년 3반→3학년 4반. 수상한 말을 하는 중2병의 아이. 왼쪽 눈을 안대로 가리고, 왼손에 붕대를 감고 있다. 취미는 게임.
이나카 노코코(井中 のこ子)
성우 - 한 메구미
〈이나카 양은 시골아이예요.〉
1학년 1반→2학년, 3학년 불명. 세련되지 않은 아이. 자신이 시골 출신이라는 것을 콤플렉스로 하고 있어서, 필사적으로 숨기려고 하지만, 말이 사투리이기 때문에 시골 출신인 것은 반에서 들키고 있다. 코미를 도시의 여자로서 몰래 동경하고 있다
오네미네 네네(尾根峰 ねね)
성우 - 아오키 루리코
〈오네미네 양은 누님입니다.〉
1학년 1반 → 2학년 ?반→3학년 4반 학급 위원장. 사마귀가 매력 포인트인 날씬한 여자.
오토리 카에데(尾鶏 楓)
성우 - 모리야마 유리카
〈오토리 양은 느긋하다.〉
1학년 1반 문화제 실행위원→2학년 ?반→3학년 4반. 마이 페이스로 도도를 넘고 차분하지만, 실은 꽤 사려 깊은 사람일지도 모른다.
카토 미쿠미(加藤 三九二)
성우 - 우치무라 후미코
1학년 1반→2학년 2반 학급 위원장→3학년 4반. 수학여행에서 코미와 같은 반이 된 반 친구. 땋은 머리를 땋은 머리 모양과 안경이 특징.
사사키 아야미(佐々木 あやみ)
성우 - 타카하시 미나미
1학년 1반→2학년 2반→3학년 4반. 수학여행에서 코미와 같은 반이 된 반 친구. 요요를 잘하고, 뿌리부터 엔터테이너. 그 퍼포먼스는 이미 세계 수준.
사토 아마미(左藤 甘美)
성우 - 무카이 리부
1학년 1반→2학년 5반→3학년 ?반. 앞에서 보고 코미의 왼쪽 자리의 반 친구. 남에게 만만하고, 일을 부탁하면 뭐든지 '좋아'라고 대답한다.
우시로다 에이코(牛路田 影子)
1학년 1반→2학년 2반→3학년 ?반. 코미의 자리 뒤에 있는 반 친구. 사회민족연구부 소속.

#### 1학년 1반의 남자
치아라이 시게오(地洗井 茂夫), 소노다 타이세이(園田 大勢), 시노비노 모노(忍野 裳乃)
성우 - 아카바네 켄지(치아라이), 사토 유우가(소노다), 오노 켄쇼(시노비노)
야마이 그룹과 함께 있는 경우가 많은 남자 그룹의 3명(타다노에게 한꺼번에 '클래스의 잘나가는 그룹'이라고 평가되었다).
카타이 마코토(片居 誠)
성우 - 카미오 신이치로
〈카타이 군은 양아치인가요?〉
1학년 1반→2학년 1반→3학년 4반. 머리를 금발로 염색하고, 겁없는 미소를 짓는, 아무리 봐도 불량한 강면의 아이. 체격도 크고 근육질로, 반의 대부분에서 두려워하고 있다. 하지만 사실은, 입학 첫 1주일을 감기로 쉬었다 등교하기 힘들기 때문에, 2학기도 중반이 지날 때까지 학교에 오지 못한 초소심한 사람으로, 주위에 얕보이지 않기 위해 머리를 염색하고 몸을 단련한 '커뮤증'.
나루세 시스토(成瀬 詩守斗)
성우 - 미우라 카츠유키
〈나루세 군은 나르시시스트입니다.〉
1학년 1반→2학년 1반→3학년 4반. 자신을 아름답다고 생각하는 나르시스트. 머리는 이발료로 굳히고, 서양 음악(저스티스 비버)을 애청하며 아름다운 자신을 연출할 틈이 없다.
코메타니 츄샤쿠(米谷 注釈)
성우 - 우자와 쇼타로
〈코메타니 군은 주석을 단다.〉
1학년 1반→2학년 1반→3학년 4반. 항상 차분하고 상식적인 사람. 입이 딱딱하다. 평소에는 무표정하지만, 웃는 얼굴이 되면 상쾌하고 동안인 미소년.
오타쿠 유지(小宅 ゆうじ)
성우 - 아리즈미 토오루
1학년 1반→2학년 2반→3학년 ?반. 곱슬머리가 강한 머리 모양의 안경 남자. 무턱대고 날카로운 눈빛과 차분한 목소리의 소유자로, 차분한 어조도 위압감을 동반한다.
세이키마츠 토시오(世紀末 年男)
성우 - 하세 노리히토
정수리와 윗부분에 금발을 곧게 기른 '十'자 같은 머리 모양이 특징적인 거인이지만, 겉모습에 반해 내면은 기분이 좋고 수줍은 남자.
사무라이 샘(佐村井 サム)
성우 - 아리즈미 토오루
사무라이 같은 차림을 한 남학생. 상투를 묶고 있는 것 외에, 스니커즈가 아닌 나막신을 신고 있고, 'GOZARU(고자루)'를 어미에 붙여 말한다.
마에다 쥬크죠스키 호시오(前田・ジュクジョスキー・星雄)
성우 - 쿠와타 나오키
코미 앞자리의 남자.

### 2학년 1반

#### 2학년 1반의 여자
만바기 루미코(万場木 留美子)
2학년 1반의 코미의 클래스메이트로 옆의 자리의 간구로 갸루.
아세 시부키(阿瀬 志吹)
1학년 ?반→2학년 1반→3학년 4반. 유별나게 땀이 많은 여자. 땀을 많이 흘리는 자신에게 콤플렉스를 가지고 있어, 아직 하나 자신이 없다. 여름에는 옷이 비치지 않도록 옷을 두껍게 껴입어서 더 땀을 흘려 주변에 불쾌감을 주기 싫다며 사람을 피해 행동하고 있다. 자상하고 보살피기가 좋다. 운동신경이 뛰어나고, 겨울 스포츠가 취미이며 스노보드를 잘 탄다.
오하이 슈키(緖杯 珠紀)
2학년 1반 반 친구. 거유를 너무 좋아하는 여자. 성적인 눈으로 여자를 보고있는듯, 언제나 동공이 열린채이다.
오도카 시즈카(小戶日 靜)
성우 - 코바리 사키
1학년 ?반→2학년 1반→3학년 ?반. 얼굴 앞에도 늘어지는 검은 머리의 장발로, 큰 눈을 한 귀신같은 여자.
이사기 키요코(潔 清子)
1학년 ?반→2학년 1반. 학생회장→3학년 4반. 안경에 빗질이 짧은 결벽증이 있는 여자. 타인과의 접촉은 물론, 물건에 닿는 것조차 신경질적으로 기피해, 만일 접촉하면 항상 휴대하는 항균 상품이나 핸드 클리너로 접촉 개소를 청정하거나 접촉한 의복을 벗어 던지거나 하는 등 한다.
사루타히코 메이(猿田彦 めい)
작고 의기양양한, 두발처럼 솟은 머리와 각이 져 얼굴에 드리워진 머리를 한, 특징적인 머리 모양의 여자.
게키단 시키(劇段 色)
사자옷을 입은 여자.
바바 킨교(馬塲 金魚)
다른 사람을 따라다니며 무슨 말을 들어도 '그래요!'하고 추임새를 두는 여자.
후시마 사쿠(腐島 さく)
자기소개에서는 랩으로 소개했다.
후와 마스코(不破 益子)
온몸이 동그랗게 부풀어 오른 듯한, 포동포동한 체형의 여자.
우라나 스피리(占南 スピリ)
장사꾼 점술가인 여학생.
타카라즈카 마야(宝塚 真矢)
여자이지만 꽃미남 아우라를 뿜어내고 있다.
츤데 레이카(積手 れいか)
츤데레 여자.
토로 미츠(吐露 蜜)
1학년 ?반→2학년 1반→3학년 5반 위원장. 요염한 분위기의 미인.
도지(土地)
짧고 퉁명스러운 눈동자를 가진 얼빠진 여자.
아시타노 모에(蘆田野 萌枝)
금방 타버리는 여자.

#### 2학년 1반의 남자
토우토이 손(尊井 尊)
나발을 묶고 백호를 갖춘 여래상 같은 얼굴의 남학생.
후쿠스키 나츠(福数寄 夏)
'여름옷 맵시 그랑프리' 심사위원인 남자.
보도 카나메(母堂 かなめ)
가운데가 다른 쪽은 헤어가 특징인 남자.
이누이 켄(乾 賢)
강아지 귀 같은 머리를 한, 장신에 안경을 쓴 남자.
이치노세, 니노마이, 산토리, 시시마(一ノ瀬,二の舞,三鳥,四島)
수를 맞춘 사람들.
우스이 쿠로코(臼井 黒子)
검은 옷을 입은 환상의 33번째 남자 클래스메이트.

### 3학년 1반

#### 3학년 1반의 여자
에모야마 유라기(江藻山 ゆらぎ)
1학년 ?반→2학년 2반→3학년 1반. 긴머리로 눈이 앞머리로 가려진 여자. 감성적인 인간관계나 장면을 보거나 느끼는 것을 좋아해서, '에모를 섭취한다'마다 감동하고 있다.
스키다 리리(鋤田 リリー)
1학년 ?반→2학년 3반→3학년 1반. 백합을 좋아하는 사람.
오죠사 마코(小帖佐 真湖)
1학년 ?반→2학년 3반→3학년 4반. 아가씨로 품위있게 웃는다.
한야 토나츠(半屋 十夏)
1학년 ?반→2학년 3반→3학년 4반. 빵을 좋아하는 아이.
보사 토와(菩茶 富和)
1학년 ?반→2학년 3반→3학년 4반. 항상 멍하니 있는 아이.
시로키 유카(白木 由佳)
애칭은 '유카포요'의 백걸.
시이나 무즈카(椎名 むずか)
친구 관계에 대해 비뚤어지고 비뚤어진 성격을 하고 있는 소녀.
오마카와 마치(小間川 まち)
1학년 ?반→2학년 2반→3학년 1반. 3학년 초부터, 선생님이나 코미의 장점을 칭찬하는 상냥한(?) 클래스메이트.
쿄노 코토(京ノ 古都)
1학년 ?반→2학년 2반→3학년 1반. 교토 말을 쓰다.
나노다 캬라(名野田 キヤラ)
1학년 ?반→2학년 2반→3학년 1반. 중학생 때 반의 절반밖에 이름을 외우지 못하는 수수한 학생이었다.
키레 테루카(吉礼 照佳)
화가 안 나다.
키시 히메코(岸 姫子)
전 1학년 1반. 다시 코미와 같은 반이 된다.

#### 3학년 1반의 남자
오기야 하후루(尾荻谷 把布留)
1학년 ?반→2학년 2반→3학년 1반. 또렷한 얼굴에 젖꼭지와 앞치마를 두르고 있어 어린아이처럼 지껄인다.
시모치 테루요시(慈餅 輝義)
본인은 치질인 것을 숨기고 있다가 여름 전지훈련 퀴즈대회에서 커밍아웃을 했는데 주변 대부분이 치질인 것을 알고 있었다. 치질 환자인 그의 자는 자세는 엉덩이를 쭉 내밀고 잔다.

## 서지 정보
- 오다 토모히토 《코미 양은 커뮤증입니다》 쇼가쿠칸 〈소년 선데이 코믹스〉
  1. 2016년 9월 16일 발매[小 1], ISBN 978-4-09-127343-7
  2. 2016년 12월 16일 발매[小 2], ISBN 978-4-09-127426-7
  3. 2017년 3월 17일 발매[小 3], ISBN 978-4-09-127509-7
  4. 2017년 6월 16일 발매[小 4], ISBN 978-4-09-127575-2
  5. 2017년 7월 18일 발매[小 5], ISBN 978-4-09-127664-3
  6. 2017년 10월 18일 발매[小 6], ISBN 978-4-09-127856-2
  7. 2017년 12월 18일 발매[小 7], ISBN 978-4-09-127885-2
  8. 2018년 3월 16일 발매[小 8], ISBN 978-4-09-128091-6
  9. 2018년 6월 18일 발매[小 9], ISBN 978-4-09-128254-5
  10. 2018년 9월 18일 발매[小 10], ISBN 978-4-09-128390-0
  11. 2018년 12월 18일 발매[小 11], ISBN 978-4-09-128590-4
  12. 2019년 3월 18일 발매[小 12], ISBN 978-4-09-128802-8
  13. 2019년 6월 18일 발매[小 13], ISBN 978-4-09-129166-0
  14. 2019년 8월 16일 발매[小 14], ISBN 978-4-09-129329-9
  15. 2019년 11월 18일 발매[小 15], ISBN 978-4-09-129441-8
  16. 2020년 2월 18일 발매[小 16], ISBN 978-4-09-129555-2
  17. 2020년 5월 18일 발매[小 17], ISBN 978-4-09-850072-7
  18. 2020년 9월 18일 발매[小 18], ISBN 978-4-09-850178-6
  19. 2020년 11월 18일 발매[小 19], ISBN 978-4-09-850277-6
  20. 2021년 2월 18일 발매[小 20], ISBN 978-4-09-850389-6
  21. 2021년 5월 18일 발매[小 21], ISBN 978-4-09-850529-6
  22. 2021년 8월 18일 발매[小 22], ISBN 978-4-09-850644-6
  23. 2021년 10월 18일 발매[小 23], ISBN 978-4-09-850720-7
  24. 2022년 1월 18일 발매[小 24], ISBN 978-4-09-850866-2
  25. 2022년 4월 18일 발매[小 25], ISBN 978-4-09-851058-0
  26. 2022년 7월 15일 발매[小 26], ISBN 978-4-09-851185-3
  27. 2022년 10월 18일 발매[小 27], ISBN 978-4-09-851349-9
  28. 2023년 1월 18일 발매[小 28], ISBN 978-4-09-851532-5
  29. 2023년 4월 18일 발매[小 29], ISBN 978-4-09-852027-5
  30. 2023년 7월 18일 발매[小 30], ISBN 978-4-09-852611-6
  31. 2023년 10월 18일 발매[小 31], ISBN 978-4-09-852853-0
  32. 2024년 1월 18일 발매[小 32], ISBN 978-4-09-853073-1
  33. 2024년 4월 17일 발매[小 33], ISBN 978-4-09-853220-9
  34. 2024년 7월 18일 발매[小 34], ISBN 978-4-09-853434-0
  35. 2024년 10월 18일 발매[小 35], ISBN 978-4-09-853635-1
  36. 2025년 1월 17일 발매[小 36], ISBN 978-4-09-853813-3
  37. 2025년 3월 18일 발매[小 37], ISBN 978-4-09-854029-7
- 오다 토모히토 《코미 양은 커뮤증입니다 애니화 기념 1~4권 SP 프라이스팩》 쇼가쿠칸 〈소년 선데이 코믹스〉, 2021년 8월 18일 발매[小 38], ISBN 978-4-09-850709-2
- 오다 토모히토 《코미 양은 커뮤증입니다 공식 팬북》 쇼가쿠칸 〈소년 선데이 코믹스〉, 2021년 10월 18일 발매[小 39], ISBN 978-4-09-850743-6

## TV 드라마
2021년 9월 6일부터 11월 1일까지 NHK 종합 텔레비전 '밤드라'에서 방송되었다.

### 스태프
- 원작 - 오다 토모히토
- 각본 - 미즈하시 후미에
- 음악 - 세가와 에이지
- 주제가 - aiko 〈あたしたち〉 (포니 캐년)
- 연출 - 오카시타 요시히토, 이시이 에이지
- 종합 연츨 - 루토 토이치로
- 프로듀서 - 오누마 히로유키
- 제작·저작 - NHK

### 에피소드 목록
| 화수   | 방송일   | 연출              |
| ------ | -------- | ----------------- |
| 제1회  | 09월06일 | 루토 토이치로     |
| 제2회  | 09월13일 | 루토 토이치로     |
| 제3회  | 09월20일 | 오카시타 요시히토 |
| 제4회  | 09월27일 | 오카시타 요시히토 |
| 제5회  | 10월04일 | 루토 토이치로     |
| 제6회  | 10월11일 | 이시이 에이지     |
| 제7회  | 10월18일 | 이시이 에이지     |
| 최종회 | 11월01일 | 루토 토이치로     |

| NHK 종합 텔레비전 밤드라 | NHK 종합 텔레비전 밤드라 | NHK 종합 텔레비전 밤드라           |
| 이전 작품                | 작품명                   | 다음 작품                          |
| ------------------------ | ------------------------ | ---------------------------------- |
| 좋아요! 히카루 겐지 군 2 | 코미 양은 커뮤증입니다   | 아사가야 자매의 빈둥빈둥 동거 생활 |

## TV 애니메이션
제1기는 2021년 10월 7일부터 12월 23일까지 TV 도쿄 등에서 방송되었다. 제2기는 2022년 4월 7일부터 6월 23일까지 방송되었다.

### 스태프
- 원작 - 오다 토모히토(オダトモヒト)[6][7]
- 총감독 - 와타나베 아유무(渡辺歩)
- 감독 - 카와고에 카즈키(川越一生)[6][7]
- 부감독 - 난바 이사오(難波 功)
- 시리즈 구성 - 아카오 데코(赤尾でこ)[6][7]
- 캐릭터 디자인 - 나카지마 아츠코(中嶋敦子)[6][7]
- 메인 애니메이터 - 하야카와 아사미(早川麻美), 노무라 하루요시(野村治嘉), 토리이 하야토(鳥井隼人)
- 프롭 디자인 - 사토 카즈미(佐藤和巳)
- 미술 감독 - 사토 마사루(佐藤 勝), 重川優輝(제2기)
- 미술 설정 - 하세가와 히로유키(長谷川弘行)
- 색채 설계 - 하야시 유키(林 由稀)
- 촬영 감독 - 나미키 사토시(並木 智)
- CG 디렉터 - 나가이 유우(永井有)
- 편집 - 코지마 토시히코(小島俊彦)
- 음악 - 하시모토 유카리(橋本由香利)
- 음향 감독 - 와타나베 준(渡辺 淳)
- 음악 프로듀서 - 아나이 켄타로(穴井健太郎), 오오스미 히로요시(大隅啓良)
- 음악 협력 - 일본 컬럼비아, 쇼가쿠칸 뮤직 & 디지털 엔터테인먼트
- 프로듀서 - 베니야 요시카즈(紅谷佳和)(제1~16화), 야마다 유리코(山田唯莉子)(제17화~), 이토 카오리(伊藤香織), 콘도 슈호(近藤秀峰), 타니구치 히로야스(谷口博康), 카와사키 아야네(川崎あやね)(제1기), 마미야 코지(間宮孝治)(제2기)
- 애니메이션 프로듀서 - 코지마 히로아키(児島宏明)
- 애니메이션 제작 - OLM TEAM KOJIMA[6][7]
- 제작(制作) - 쇼가쿠칸 슈에이샤 프로덕션[8][7]
- 제작(製作) - 사립 이탄 고교(私立伊旦高校)

### 주제가
신데렐라(シンデレラ)
사이다걸의 1기 오프닝 테마. 작사·작곡은 Yurin, 편곡은 에구치 료.
Sympathy(シンパシー)
Kitri에 의한 제1기 제1화 엔딩 테마. 작사는 Mona, Hina, 작곡은 Mona, 편곡은 Kitri.
빛나라 생명(ヒカレイノチ)
Kitri에 의한 제1기 제2화 이후의 엔딩 테마. 작사는 Mona, Hina, 작곡은 Mona, 편곡은 아미모리 쇼헤이, Kitri.
파란 100가지 색(青100色)
이토 미쿠에 의한 제2기 오프닝 테마. 작사는 카와모토 마코토, 히요시 마도코, 작곡은 카와모토 마코토, 편곡은 미즈구치 코지.
수다떨기 좋은 날씨(小喋日和)
FantasticYouth의 2기 엔딩 테마. 작사는 Onyu, 작곡·편곡은 LowFat.

### 에피소드 목록
| 화수   | 제목 | 각본          | 그림 콘티                                   | 연출                                              | 작화 감독 | 총작화 감독                                                 | 방송일          |
| 제1기  | 제1기 | 제1기         | 제1기                                       | 제1기                                             | 제1기 | 제1기                                                       | 제1기           |
| ------ | --- | ------------- | ------------------------------------------- | ------------------------------------------------- | --- | ----------------------------------------------------------- | --------------- |
| 제1화  | コミュ01「喋りたいんです。」 | 아카오 데코   | 카와고에 카즈키                             | 카와고에 카즈키                                   | 하야카와 아사미 콘도 루이 오가와 아카네                                                                                 | 나카지마 아츠코                                             | 2021년 10월 7일 |
| 제2화  | コミュ02「幼馴染です。」コミュ03「殺し屋じゃないです。」コミュ04「はじめてのおつかいです。」                                                           | 아카오 데코   | 시바타 타쿠미                               | 안도 타이요                                       | 사와무라 토오루 무라카미 아야카 모리모토 히로후미                                                                       | 히로타 아카네                                               | 10월 14일       |
| 제3화  | コミュ05「あがり症です。」コミュ06「携帯電話です。」コミュ07「委員会決めです。」コミュ08「間違い電話です。」コミュ09「齋藤さんです。」                 | 아카오 데코   | 카와고에 카즈키                             | 타나카 타카히로                                   | 요시다 쇼타 모리 에츠히토 요시다 와카코 치카 쿄코 소데야마 아사미                                                       | 나카지화 아츠코                                             | 10월 21일       |
| 제4화  | コミュ10「身体検査です。」コミュ11「恋です。」 | 아카오 데코   | 카와바타 에루킨                             | 카와바타 에루킨                                   | 카츠키 마이코 오가와 아카네                                                                                             | 히로타 아카네                                               | 10월 28일       |
| 제5화  | コミュ12「夏服です。」コミュ13「体力測定です。」コミュ14「ヤサイニンニクアブラマシマシカラメです。」コミュ15「血の契約です。」                         | 아카오 데코   | 후데사카 아키노리                           | 우치노미야 코키                                   | 노가미 신야 송현주 박송화 배근영 박재석                                                                                 | 나카지마 아츠코 히로타 아카네                               | 11월 4일        |
| 제6화  | コミュ16「ギャグです。」コミュ17「買い物です。」コミュ18「美容院です。」コミュ19「モヤモヤです。」コミュ20「テスト勉強です。」コミュ21「夏休みです。」 | 스즈모리 유미 | 와타나베 토시노리                           | 무라타 나오키                                     | 오다 마유미 야마시타 나츠미 나카쿠마 타이치 요시다 쇼타 후루이케 유카리                                                 | 히로타 아카네                                               | 11월 11일       |
| 제7화  | コミュ22「プールです。」コミュ23「かき氷です。」コミュ24「図書館です。」コミュ25「公園です。」                                                         | 스즈모리 유미 | 호죠 후미야                                 | 요코테 소타                                       | 후지사키 신고 카나우치 에미리 모리야 하루키 코조노 나호                                                                 | 나카지마 아츠코                                             | 11월 18일       |
| 제8화  | コミュ26「お盆です。」コミュ27「お祭りです。」コミュ28「夏休みも終わりです。」                                                                         | 아카오 데코   | 후데사카 아키노리                           | 이시다 토오루                                     | 노가미 신야 송현주 조원하 배근영 란영                                                                                   | 나카지마 아츠코                                             | 11월 25일       |
| 제9화  | コミュ29「田舎の子です。」コミュ30「テレビゲームです。」コミュ31「アルバイトです。」コミュ32「顔にゴミがついてます…です。」                            | 스즈모리 유미 | 카와바타 에루킨                             | 서혜진                                            | 일영공방 | 히로타 아카네                                               | 12월 2일        |
| 제10화 | コミュ33「体育祭です。」コミュ34「ちょっと苦しいような気持ちです。」コミュ35「プリントシールです。」                                                   | 스즈모리 유미 | 야지마 테츠오                               | 코레모토 아키라                                   | 하야카와 아사미 카츠키 마이코 콘도 루이 킨죠 미호                                                                       | 나카지마 아츠코                                             | 12월 9일        |
| 제11화 | コミュ36「文化祭の出し物です。」コミュ37「文化祭準備です。」コミュ38「チラシ配りです。」コミュ39「文化祭前日です。」コミュ40「メイドです。」           | 스즈모리 유미 | 하카타 마사토시                             | 노미야 신타로                                     | 타카기 준 후쿠시마 요시하루                                                                                             | 히로타 아카네                                               | 12월 16일       |
| 제12화 | コミュ41「文化祭です。」コミュ42「後夜祭です。」コミュ43「打ち上げです。」                                                                             | 아카오 데코   | 하카타 마사토시 카와고에 카즈키             | 카와바타 에루킨 이시마루 후미노리 카와고에 카즈키 | 노무라 하루요시 킨죠 미호 히지카타 유키 오가와 아카네 난바 이사오 카츠키 마이코 콘도 루이 히로타 아카네 하야카와 아사미 | 나카지마 아츠코                                             | 12월 23일       |
| 제2기  | |               |                                             |                                                   | |                                                             |                 |
| 제13화 | コミュ44「冬の訪れです。」コミュ45「不良です。」コミュ46「中々さんちで勉強です。」コミュ47「期末テストです。」                                         | 아카오 데코   | 카와고에 카즈키                             | 코레모토 아키라                                   | 오가와 아카네 콘도 루이 이시마루 후미노리                                                                               | 나카지마 아츠코                                             | 2022년 4월 7일  |
| 제14화 | コミュ48「台風です。」コミュ49「妄想です。」コミュ50「ネコカフェです。」コミュ51「愛してるゲームです。」                                               | 스즈모리 유미 | 이타다키 신지                               | 이시다 토오루                                     | 시미즈 히로유키 사쿠라이 코노미 나루세 아이 야마무라 토시유키                                                           | 나카지마 아츠코 하야카와 아사미 히로타 아카네               | 4월 14일        |
| 제15화 | コミュ52「気持ちです。」コミュ53「妄想です。2」コミュ54「お昼のお誘いです。」コミュ55「石焼き芋です。」                                                | 스즈모리 유미 | 코지마 마사시                               | 마에야 토시히로                                   | 노가미 신야 배건영 김란영 황미정 한은미 박송화                                                                          | 나카지마 아츠코 하야카와 아사미 히로타 아카네               | 4월 21일        |
| 제16화 | コミュ56「メリークリスマス…です。」 | 스즈모리 유미 | 하카타 마사토시                             | -                                                 | 나카지마 슌 이시하라 아야코 오오쿠보 아유미 세키모토 미호 미나미 신이치로                                               | 나카지마 아츠코 하야카와 아사미 히로타 아카네               | 4월 28일        |
| 제17화 | コミュ57「雪だるまです。」コミュ58「雪合戦です。」コミュ59「年末です。」コミュ60「元旦です。」                                                         | 스즈모리 유미 | 타카기 히로아키                             | 타카기 히로아키                                   | 콘도 루이 나카노 아키코                                                                                                 | 나카지마 아츠코 오가와 아카네                               | 5월 5일         |
| 제18화 | コミュ61「それぞれのお正月です。」コミュ62「アイススケートです。」コミュ63「風邪です。」                                                               | 스즈모리 유미 | 코지마 마사시                               | 마에다 모토마사                                   | 사코에 사라 히라우마 코지 마에지마 히로시 김정남 와타나베 케이타 마츠모토 마사츠구 노무라 하루요시 현기 주식회사        | 나카지마 아츠코 하야카와 아사미 히로타 아카네 오가와 아카네 | 5월 12일        |
| 제19화 | コミュ64「誤解です。」コミュ65「幻覚です。」コミュ66「ナルシストです。」コミュ67「修学旅行の班決めです。」                                             | 스즈모리 유미 | 칸노 사치코                                 | 칸노 사치코                                       | 카츠키 마이코 | 나카지마 아츠코 히로타 아카네                               | 5월 19일        |
| 제20화 | コミュ68「修学旅行です。」 | 스즈모리 유미 | 코지마 마사시                               | 하시모토 미츠오                                   | 탄자와 마나부 후쿠시마 요시하루                                                                                         | 나카지마 아츠코 하야카와 아사미 히로타 아카네               | 5월 26일        |
| 제21화 | コミュ69「修学旅行2日目です。」 | 스즈모리 유미 | 하카타 마사토시                             | 마에야 토시히로                                   | - | 나카지마 아츠코 하야카와 아사미 히로타 아카네 오가와 아카네 | 6월 2일         |
| 제22화 | コミュ70「バレンタインです。」 | 스즈모리 유미 | 코지마 마사시                               | -                                                 | 사쿠라이 코노미 杜伟峰 魏旭龍 陈亮 박송화 김란영 한은미 송현주 백연주 조원하                                            | 나카지마 아츠코                                             | 6월 9일         |
| 제23화 | コミュ71「伝線です。」コミュ72「鬼に金棒です。」コミュ73「甘いです。」コミュ74「ケンカです。」                                                         | 아카오 데코   | 카와바타 에루킨                             | 카와바타 에루킨                                   | 나카노 아키코 이종만 호성진                                                                                             | 나카지마 아츠코                                             | 6월 16일        |
| 제24화 | コミュ75「ホワイトデーです。」 コミュ76「1年間です。」                                                                                                 | 아카오 데코   | 시노미야 하루 코지마 마사시 카와고에 카즈키 | 시노미야 하루 카와코에 카즈키                     | 콘도 루이 카츠키 마이코 하야카와 아사미 오가와 아카네 히로타 아카네 노무라 하루요시 히지카타 유키                       | 나카지마 아츠코                                             | 6월 23일        |

| TV 도쿄 목요일 0:00~0:30 | TV 도쿄 목요일 0:00~0:30      | TV 도쿄 목요일 0:00~0:30        |
| 이전 작품                | 작품명                        | 다음 작품                       |
| ------------------------ | ----------------------------- | ------------------------------- |
| 그저 이혼하지 않았을 뿐  | 코미 양은 커뮤증입니다(제1기) | 오리엔트(제1쿨)                 |
| 오리엔트(제1클)          | 코미 양은 커뮤증입니다(제2기) | 신 테니스의 왕자 U-17 WORLD CUP |